# Лома
Лома (на шведски: Lomma) е град в южна Швеция, лен Сконе. Главен административен център на едноименната община Лома. Намира се на около 500 km на югозапад от столицата Стокхолм и на 8 km на север от Малмьо. Първите сведения за града датират от 1085 г. Получава статут на търговски град (на шведски шьопинг) през 1951 г. Има жп гара и пристанище. Населението на града е 10 837 жители според данни от преброяването през 2010 г.